# Écretteville-sur-Mer
Écretteville-sur-Mer är en kommun i departementet Seine-Maritime i regionen Normandie i norra Frankrike. Kommunen ligger i kantonen Valmont som tillhör arrondissementet Le Havre. År 2022 hade Écretteville-sur-Mer 147 invånare.

## Befolkningsutveckling
Antalet invånare i kommunen Écretteville-sur-Mer
| Referens: INSEE |